# Demain à la une
Demain à la une (Early Edition) est une série télévisée américaine en 90 épisodes de 44 minutes, créée par Ian Abrams, Patrick Q. Page et Vik Rubenfeld, et diffusée entre le 28 septembre 1996 et le 27 mai 2000 sur le réseau CBS.
En Belgique la série a été diffusée dès décembre 1996 sur la RTBF et au Luxembourg la série a été diffusée aussi sur RTL9 pour la saison 1 puis en France, la série a été diffusée à partir du 30 septembre 1997 sur M6 puis rediffusée sur Série Club, Téva, W9 et NT1 ensuite à partir du 13 décembre 2012 sur Numero 23 et depuis le 25 octobre 2019 sur MyTF1. Au Québec, à partir du 22 août 2005 sur Séries+.

## Synopsis
Gary Hobson, un agent de change de Chicago, est mis à la porte de chez lui par son épouse. Il démissionne plus tard de son travail de financier. Installé dans un hôtel, le Blackstone, il est réveillé chaque matin à 6 heures 30 par les miaulements d'un mystérieux chat roux surnommé « Le chat de Mr Snow » se tenant devant la porte de sa chambre, avec un exemplaire de l'édition du Chicago Sun-Times du lendemain.
Avec la complicité de ses amis Marissa et Chuck, Gary décide d'essayer de changer le cours des événements à venir, sans toutefois savoir pourquoi ni comment il reçoit chaque jour ce journal.
Au fil des épisodes, on apprend que Gary n'est pas le seul à recevoir un journal de ce type. Chaque grande ville a son Gary Hobson. Celui-ci apprendra également qu'il n'est pas le premier à recevoir ce journal et qu'il ne sera pas le dernier.

## Distribution

### Acteurs principaux
- Kyle Chandler (VF : Emmanuel Curtil) : Gary Hobson
- Shanésia Davis-Williams (VF : Brigitte Berges) : Marissa Clark
- Fisher Stevens (VF : Érik Colin) : Chuck Fishman (saisons 1 et 2, invité saisons 3 et 4)
- Kristy Swanson (VF : Valérie Siclay) : Erica Paget (saison 3)
- Myles Jeffrey (VF : Eliott Weill) : Henry Paget (saison 3)
- Billie Worley (en) (VF : Damien Boisseau) : Patrick Quinn (saisons 3 et 4)
- Panther, Pella et Carl : le Chat

Photos des acteurs principaux
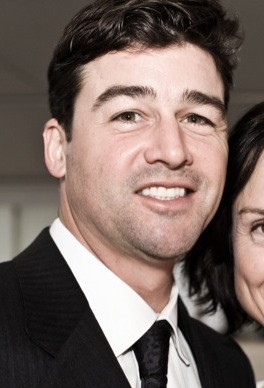
Kyle Chandler interprète Gary Hobson
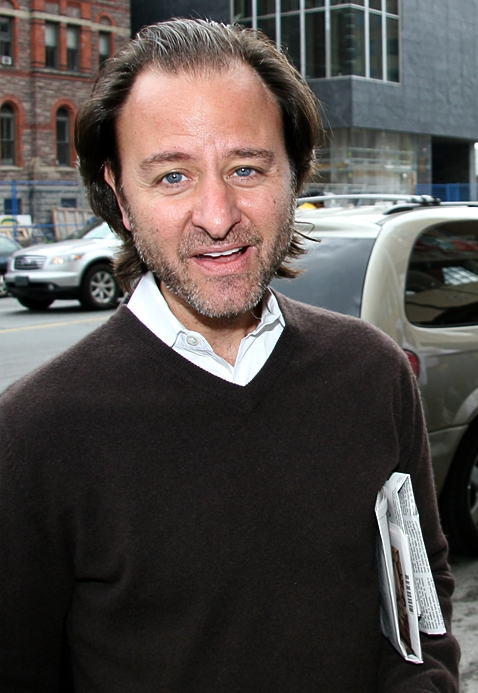
Fisher Stevens interprète Chuck Fishman
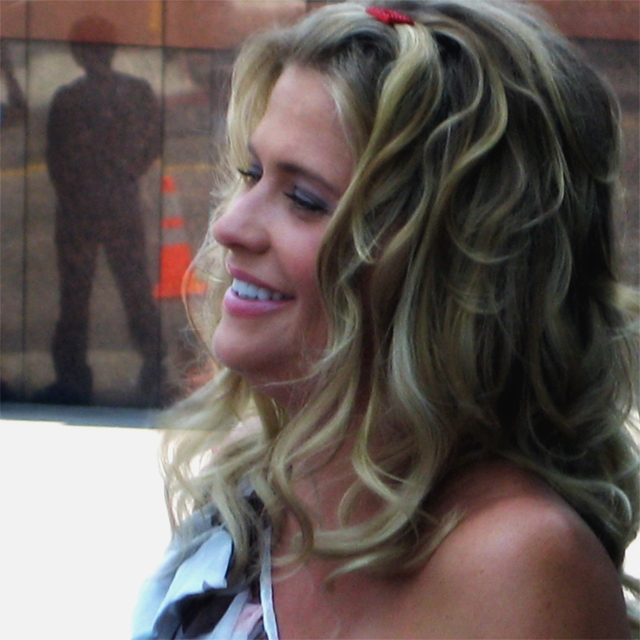
Kristy Swanson interprète Erica Paget

### Acteurs récurrents
- Ron Dean (en) (VF : Philippe Bouclet) : Détective Marion Zeke Crumb
- William Devane (VF : Claude d'Yd) : Bernie Hobson
- Tess Harper (VF : Jocelyne Darche) : Lois Hobson
- Constance Marie (VF : Béatrice Delfe) : Détective Toni Brigatti
- Luis Antonio Ramos (en) (VF : Pierre Tessier) : Miguel Diaz
- Michael Whaley (en) (VF : Christophe Peyroux) : Détective Paul Armstrong

### Invités
- Felicity Huffman : Détective Tagliatti
- Jane Krakowski : Dr Amy Handelman
- Fyvush Finkel : Oncle Phil
- Max Wright : Mayor Mike Garfield
- Michael Warren : Connie Hooks
- James Tolkan : Coach Phillips (saison 1, épisode 6)
- Sammo Hung Kam-Bo : Sammo Law
- Tim Kazurinsky : Walter Dalrymple
- Bill Nunn : Detective Barns
- Louis Gossett Jr. : Jim Matthews
- Coolio : Julius « C-Roc » Ruby
- Ernest Borgnine (VF : Henry Djanik) : Antonio Birelli
- Pauley Perrette : Theresa LaParko
- Rocky Carroll : un médecin
- Jerry Springer : Jerry Springer (saison 3, épisode 7)
- Ruben Santiago-Hudson (VF : Lucien Jean-Baptiste) : Emmett (saison 3, récurrent)
- Paul Ben-Victor (VF : Serge Blumenthal) : Elliott (saison 3, épisode 15)
- Amaury Nolasco : Pedro Mendoza (saison 4, épisode 3)
- Michael Shannon : Andrew (saison 4, épisode 3)
- Kathy Najimy : Claire

 Source et légende : version française (VF) sur RS Doublage

## Épisodes

### Première saison (1996-1997)
1. Première édition (Pilot)
2. Cas de conscience (The Choice)
3. Le Passage des cigognes (Baby)
4. L'Énigme de Lucius Snow (The Paper)
5. Qui gagne… perd ! (Thief Swipes Mayor's Dog)
6. Match fatal (Hoops)
7. Choix de vie (After Midnight)
8. Arme fatale (Gun)
9. Abus de confiance (His Girl Thursday)
10. Un mariage mouvementé (The Wrong Man)
11. Un Noël explosif (Christmas)
12. Chaud et froid (Frostbit)
13. Une fille dans la mafia (The Mob Wife)
14. La Grande menace - 1re partie (The Wall - Part 1)
15. La Grande menace - 2e partie (The Wall - Part 2)
16. Le Shérif de Chicago (Bat Masterson)
17. Juré malgré lui (The Jury)
18. Voyances (Psychic)
19. La Vieille dame et le chat (The Cat)
20. Le Fantôme de l'opéra (Phantom at the Opera)
21. La Foi (Faith)
22. Tel fils, tel père (Dad)
23. L'amour est aveugle (Love is Blind)

### Deuxième saison (1997-1998)
1. Un nouveau départ (Home)
2. La Médaille d'honneur (The Medal)
3. Un mariage explosif (The Wedding)
4. La Coqueluche de Chicago (Jenny Sloan)
5. Cure de jouvence (Downsized)
6. Anges et démons (Angels and Devils)
7. La Mélodie du passé (Redfellas)
8. Extrêmes (March in Time)
9. Champions d'un jour (A Regular Joe)
10. Les Jeux de l'amour (A Bris is Just a Bris)
11. Sauvetage inespéré (A Minor Miracle)
12. Une princesse à Chicago (Romancing the Throne)
13. Sois un héros et tais-toi ! (Walk, Don't Run)
14. Le Retour de Crumb (The Return of Crumb)
15. La Malédiction de la momie (Mum's the Word)
16. Esprit de famille (Where or When)
17. Loïs et Bernie (The Fourth Carpathian)
18. Entre la vie et la mort (The Quality of Mercy)
19. Faux et usage de faux (Show Me the Monet)
20. Sale temps pour un coup de foudre (Don't Walk Away, Renee)
21. Retour de flammes (Hot Time in the Old Town)
22. Vision finale (Second Sight)

### Troisième saison (1998-1999)
1. Hautes tensions (Blackout)
2. Carambolage (Collision)
3. La Formule magique (A Horse Is a Horse)
4. Le Bal des torpilleurs (Lt. Hobson, USN)
5. Un monde sans limite (Saint Nick)
6. Mon sorcier bien-aimé (Halloween)
7. Chic, revoilà Chuck ! (Up Chuck)
8. Coupable d'innocence (Deadline)
9. Fausse monnaie (In Gary We Trust)
10. Règlements de compte à Chicago (Nest Egg)
11. Un véritable puzzle (Teen Angels)
12. Duo d'enfer (Slippity-Doo-Dah)
13. Pour un million de dollars… (The Last Untouchable)
14. La Révélation (Just One of Those Things)
15. Coup de foudre à la Saint-Valentin (Funny Valentine)
16. Qui a peur du rappeur ? (Number One with a Bullet)
17. Amour, gloire et divorce (Two to Tangle)
18. L'Épreuve (Fate)
19. Crumb en danger (Crumb Again)
20. Quarantaine (Pinch Hitters)
21. Une cavale peu banale (Home Groan)
22. Le Flic de Shanghaï… à Chicago (Play It Again Sammo)
23. Dilemme explosif (Blowing Up is Hard to Do)

### Quatrième saison (1999-2000)
1. Association de bienfaiteurs (The Out-of-Towner)
2. Une famille à toute épreuve (Duck Day Afternoon)
3. Visite surprise (Take Me Out to the Ballgame)
4. L'Homme de glace (The Iceman Taketh)
5. Clic clash (Camera Shy)
6. Monsieur catastrophe (Wild Card)
7. L'Ennemi public no 1 - 1re partie (Fatal Edition - Part 1)
8. L'Ennemi public no 1 - 2e partie (Fatal Edition - Part 2)
9. Monsieur météo (Weathergirl)
10. Un journal sans fin (Run, Gary, Run)
11. Quitte ou double (Rose)
12. Le Bon Samaritain (Snow Angels)
13. La Petite fille et le chat (Gifted)
14. L'Examen (Performance Anxiety)
15. Faux témoin (False Witness)
16. Songe et mensonges (The Play's the Thing)
17. Confiance aveugle (Blind Faith)
18. Piège de jade (Occasionally Amber)
19. Le Chasseur de primes (Mel Schwartz, Bounty Hunter)
20. L'Incorruptible (Everybody Goes to Rick's)
21. Drôle de malchance (Luck o'the Irish)
22. Ce jour-là (Time)

## Accueil

### Critiques
En France, la série a reçu un plutôt bon accueil, le site Allociné lui donne une note 3.8⁄5 basé sur 50 avis, selon la moyenne arithmétique des avis déposés.

### Audiences

#### Aux États-Unis
| Saison | Nombre d’épisodes | Diffusion originale | Diffusion originale | Diffusion originale | Diffusion originale            |
| Saison | Nombre d’épisodes | Années              | Début de saison     | Fin de saison       | Audience moyenne (en millions) |
| ------ | ----------------- | ------------------- | ------------------- | ------------------- | ------------------------------ |
| 1      | 23                | 1996-1997           | 28 septembre 1996   | 10 mai 1997         | 9,00                           |
| 2      | 22                | 1997-1998           | 27 septembre 1997   | 23 mai 1998         | 11,90                          |
| 3      | 23                | 1998-1999           | 26 septembre 1998   | 15 mai 1999         | 10,20                          |
| 4      | 22                | 1999-2000           | 25 septembre 1999   | 27 mai 2000         | 8,80                           |

### Annulation
Après le 27 mai 2000 (fin de la saison 4), CBS a décidé de mettre fin à la série. Malgré les efforts des fans pour sauver la série et un sondage d'USA Today montrant que les répondants étaient en faveur de maintenir la série "conviviale pour les familles" à la radio, CBS n'a pas renouvelé pour une cinquième saison. Les fans de Demain à la une ont continué à manifester leur soutien, allant même jusqu'à organiser trois conventions de fans au centre-ville de Chicago en 2001, 2002 et 2004.

## Commentaires
- La série est inspirée du film américain C'est arrivé demain (It Happened Tomorrow en anglais), réalisé par René Clair en 1944.
- Le bâtiment servant de décor au McGinty's bar est un ancien bâtiment des pompiers de Chicago, datant de 1887, situé au 228 West Illinois Street.
- Dans l'épisode 22 de la saison 3 (Le Flic de Shanghaï… à Chicago), Gary Hobson rencontre Sammo Law, policier de Shanghaï qui fut affecté à Los Angeles. Sammo Law est le personnage principal de la série Le Flic de Shanghaï (Martial Law). Cet épisode est un crossover (croisement) de par la présence d'un personnage  qui se retrouve d'une série à une autre. Notons que Le Flic de Shanghaï se déroule pendant la même période que Demain à la une.

## Produits dérivés

### DVD
Early Edition - The First Season VO (24 juin 2008) (ASIN B000YA82GA)